# Menhir du Bac
Le menhir du Bac est un menhir situé sur le causse de Sauveterre, sur le territoire de la commune de Gorges du Tarn Causses, dans le département de la Lozère en France.

## Description
Le menhir est constitué d'un bloc de calcaire de forme parallélépipédique de 3,50 m de haut sur 1 m de large au maximum et 0,40 m d'épaisseur. Il a été redressé en 1988